# Легенда про удар ножем у спину

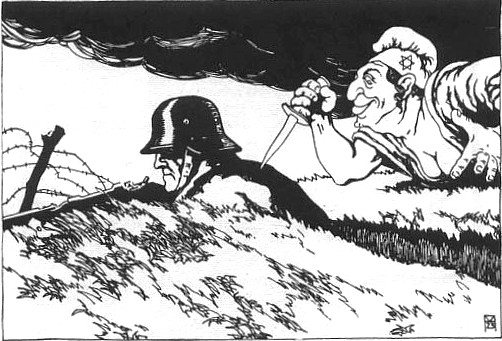
Австрійська карикатура 1919 року — фігура Маріанни (персоніфіковане зображення республіканської Франції), яка здіймає ніж, має явно виражені семітські риси

Легенда про удар ножем у спину (нім. Dolchstoßlegende) — теорія змови, яка розповсюджувалась представниками вищого військового командування Німеччини і перекладає провину за поразку країни в Першій світовій війні на соціал-демократію. Згідно з цією легендою, німецька армія вийшла непереможеною з полів битв Першої світової війни, але отримала «удар у спину» від опозиційних «безрідних» цивільних на батьківщині. Антисеміти при цьому пов'язали «внутрішніх» і «зовнішніх» ворогів імперії з єврейською змовою.
Легенда про удар ножем у спину використовувалася ідеологами Німецької національної народної партії, Фелькіше бевегунг та інших правих екстремістських організацій і партій у пропаганді під час Листопадової революції, проти Версальського договору, лівих партій, перших урядових коаліцій Веймарської республіки і Веймарської конституції. Легенда про удар ножем у спину увійшла до історії Новітнього часу як приклад свідомо сконструйованої фальсифікації історії та ідеології виправдання військової і національно-консервативної еліт кайзерівської Німеччини і стала ґрунтом для розквіту націонал-соціалістичної ідеології.

## Термін

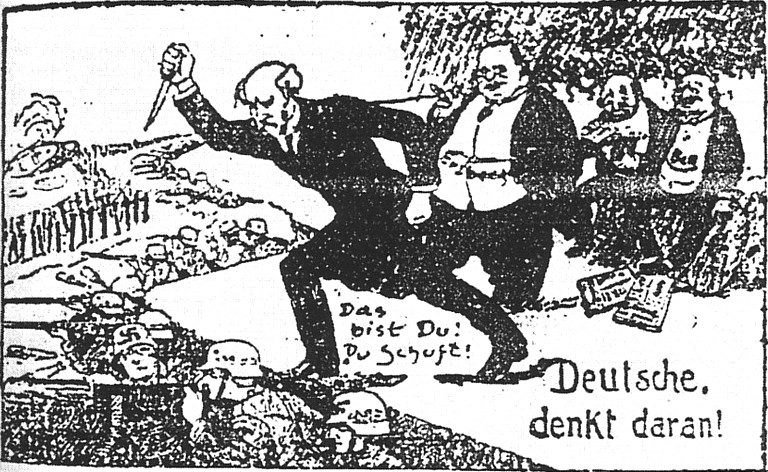
Німецька карикатура 1924 року: «удар у спину» німецькій армії завдають Філіп Шейдеман і Маттіас Ерцбергер

Метафора про «удар ножем у спину» була використана вперше в статті в Neue Zürcher Zeitung (з німецької — «Нова цюрихська газета») від 17 грудня 1918 року. У ній цитувався вислів британського генерала сера Фредеріка Моріса в інтерв'ю британській газеті Daily News:
Цю версію походження вислову в листопаді-грудні 1919 року підтвердили обидва генерали з командування німецьких військ —  Еріх Людендорф і Пауль фон Гінденбург. У своїх спогадах Людендорф згадує про бесіду з генералом Нейлом Малкольмом (англ. Neill Malcolm), що нібито відбулася в липні 1919 року, в якій він пояснював британцеві причини поразки Німеччини, а Малкольм перепитав: «Ви маєте на увазі, що вас вдарили ножем у спину?». Гінденбург у своїх свідченнях комітету з розслідування рейхстагу також стверджував, що англійський генерал сказав: «Німецькій армії завдали удару в спину». Однак обидва британці категорично заперечують використання цього вислову.
Німецький історик Борис Барт виявив таке висловлювання депутата рейхстагу Ернста Мюллера-Мейнінгена, який 2 листопада 1918 року на зустрічі, організованій у мюнхенській пивній «Левенбройкеллер», закликав революційно налаштовану аудиторію до стійкості:
Образ ножа у спину походить від епізоду смерті Зігфріда в «Пісні про Нібелунгів». Цю асоціацію в 1920 році у своїй книзі «З мого життя» (нім. Aus meinem Leben) підтвердив Гінденбург.

## Процес 1925 року
У 1925 році публіцист соціал-демократичного табору Мартін Грубер заявив, що легенда про удар ножем у спину, справедливість якої відстоював публіцист Пауль Ніколаус Коссман і очолюваний ним журнал Süddeutsche Monatshefte, є безглуздою і наклепницькою. Коссман подав на Грубера до суду. Процес привернув широку суспільну увагу, свідками на ньому виступили деякі провідні політики, зокрема, Густав Носке і Філіп Шейдеман. В результаті Коссман виграв справу: Грубер змушений був заплатити 3000 райхсмарок штрафу, а в громадській думці зміцнилася ідея про те, що справедливість версії про зраду підтверджена рішенням суду.